# ウラディスラフ・ボルコフ
ウラディスラフ・ボルコフ（ロシア語: Владисла́в Никола́евич Во́лков, ラテン文字転写: Vladislav Nikolaevich Volkov, 1935年11月23日-1971年6月30日）は、モスクワ出身のソビエト連邦の宇宙飛行士で、ソユーズ7号とソユーズ11号に搭乗した。

## 経歴
1935年、モスクワに生まれる。1959年にソ連空軍のモスクワ航空学校を卒業。戦闘機のパイロットを務めたのちにコロリョフ設計局の航空エンジニアとして、ボストークとボスホートの開発に携わった。
1965年に共産党に入党。その後宇宙飛行士として訓練を受け、1969年にソユーズ7号で初めて宇宙を訪れた。
1971年、ソユーズ11号で再び宇宙へ向かい、世界初の宇宙ステーションであるサリュート1号で23日間を過ごした。しかし地上へ帰還する途中に事故が発生した。大気圏再突入は通常通り成功したが、カプセルが開けられるとボルコフは他の2人の乗員と共に亡くなった状態で発見された。後の調査で、軌道を離れる直前にバルブが開いてカプセル内の空気が宇宙に逃げ、窒息死したことが分かった。これはソ連の有人宇宙飛行中に飛行士が死亡した2例目の事故だった。
ボルコフは、1969年10月22日と1971年6月30日の2度、ソ連邦英雄の称号を与えられている。またレーニン勲章も授与された。月のクレーターやモスクワの通り、小惑星ボルコフも彼にちなんで名づけられた。
ボルコフの遺灰はモスクワの赤の広場にあるクレムリンの壁墓所に納められた。